# جاك ماتشيت
جاك ماتشيت (بالإنجليزية: Jack Matchett)‏ هو لاعب كرة قاعدة أمريكي، (ولد في فلسطين في الولايات المتحدة 1906  م).

## وصلات خارجية
- جاك ماتشيت على موقعبيزبول رفرنس.كوم (الدوري الثانوي) (الإنجليزية)